# Breverl

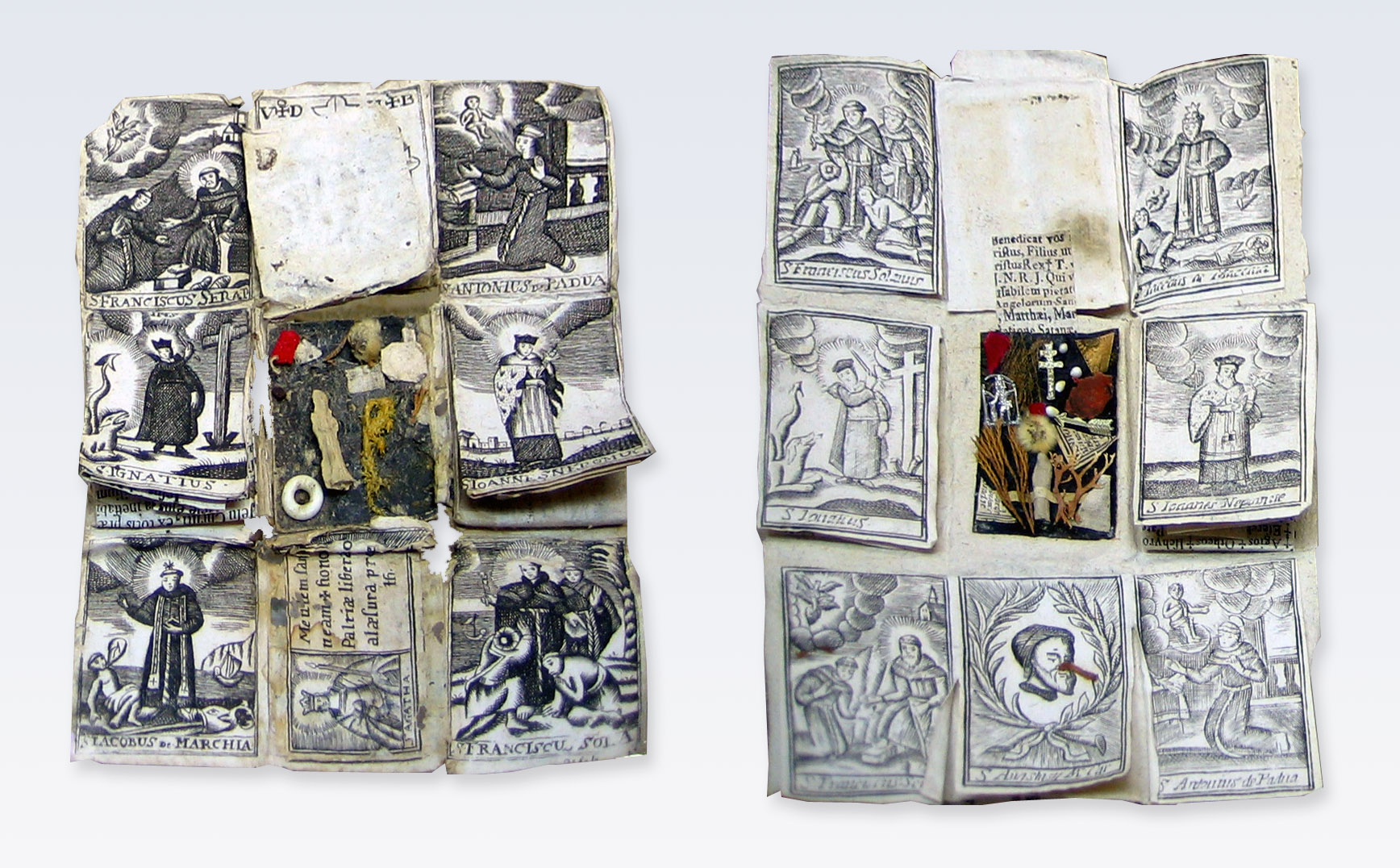
Geöffnete Breverl

Ein Breverl (auch Breve, Breferl oder Heiltumstäschchen) ist ein mit Heiligenbildern,  Sinnsprüchen, Gebeten oder Bibelversen versehener Faltzettel, der als Talisman und Heilmittel diente und bis ins 20. Jahrhundert verbreitet war.
Beim Breverl handelte es sich um einen meist vierfach gefalteten kleinen Zettel, auf dem ein neunteiliger Kupferstich abgebildet war. Breverl wurden oftmals in einem kleinen, verschlossenen Kissen oder Polster aufbewahrt, das aus kostbaren, häufig bestickten Stoffresten wie Brokat gearbeitet war. Einige Etuis für Brever bestanden aus beschlagenem Leder oder anderen Materialien. Auf der Außenseite konnte auch ein Bildchen, oft aus einem Bogen mit Schluckbildchen, angebracht sein. Manche Heiltumstäschchen waren herzförmig und als so genannte „Tüfelsjägerli“ für die Wiege oder das Bett kleiner Kinder bestimmt.

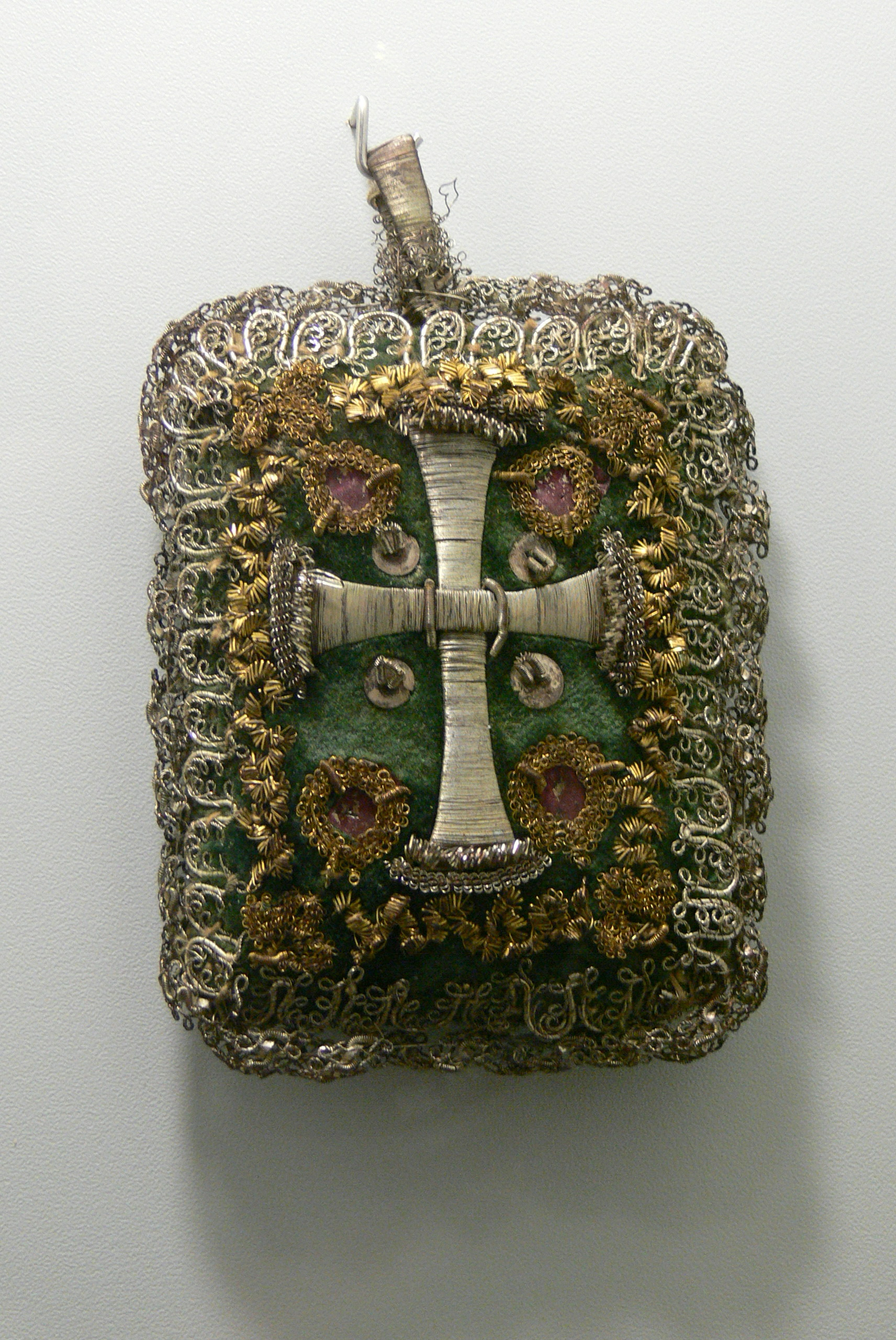
Breverl von außen, Passau, 18. Jahrhundert

Kupferstiche von Breverln zeigen neben diversen, gelegentlich kolorierten Heiligendarstellungen oft auch das Gnadenbild des Wallfahrtsorts, an dem es erworben wurde. Im Mittelteil findet sich eine Sammlung miniaturisierter religiöser Symbole und diverser Objekte. Dazu zählen Kreuze, Benediktuspfennige, Sebastianspfeile, Agathazettel, Dreikönigszettel, Palmkätzchen, der Staub von Schabmadonnen, farbige Papierstückchen, Erde von heiligen Stätten und dergleichen mehr. Von der katholischen Kirche wurden Breverln stets abgelehnt.
Breverl konnten am Hals getragen, in die Kleider eingenäht oder an den Rosenkranz gehängt werden. Sie sollten vor bösem Einfluss, Dämonen und Besessenheit, Pest, Feuer, Unwetter und Soldaten vor Kugeln schützen, weshalb sie gelegentlich auch „Kugelfänger“ genannt wurden.